# Augochloropsis crassiceps
Augochloropsis crassiceps är en biart som beskrevs av Jesus Santiago Moure 1947. Augochloropsis crassiceps ingår i släktet Augochloropsis och familjen vägbin. Inga underarter finns listade.